# Biocentrizmus

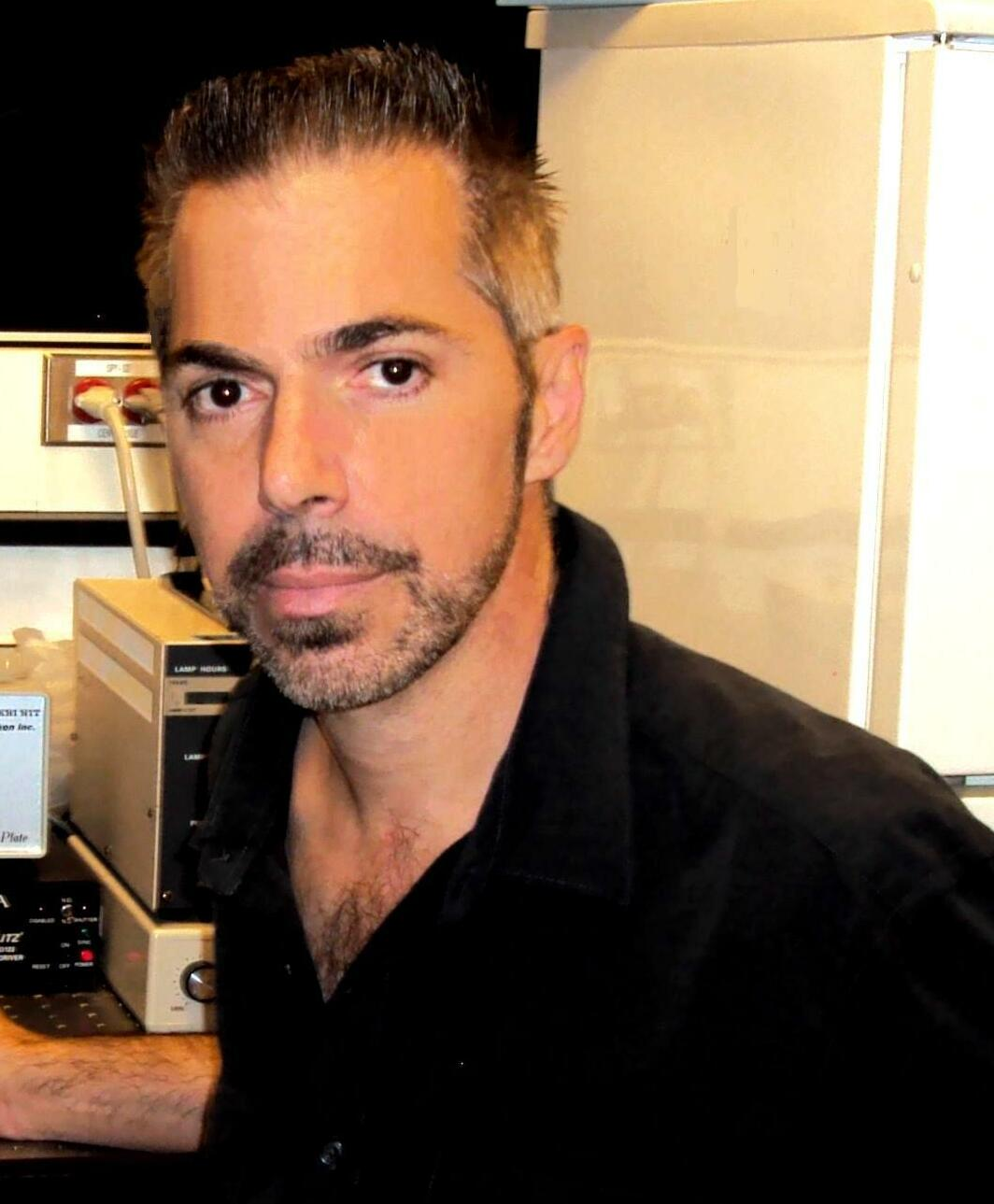
Robert Lanza, az elmélet kitalálója

A biocentrizmus Robert Lanza elmélete. A kvantumfizika szerint bizonyos események megjósolhatatlanok, mert számos lehetséges fejlődési pálya létezik, amelyek végrehajtásának valószínűsége változó. A „világok sokféleségének” (multiverzum) szempontjából érvelhetünk, hogy ezek a lehetséges események egy másik univerzumban előforduló eseménynek felelnek meg. A biocentrizmus szerint a tudat hozza létre a világot és nem fordítva.

## Az elmélet bemutatása
A biocentrizmus elmélete szerint végtelen számú univerzum van, amelyben különböző események történnek. Egyszerűen fogalmazzuk meg a következő forgatókönyvet: taxiba ülsz, és balesetet szenvedsz. Egy másik lehetséges helyzetben hirtelen meggondolod magad, és nem ülsz be ebbe a szerencsétlen autóba, így elkerülöd a balesetet. Tehát te, vagy inkább a másik "én", egy másik univerzumban és egy másik eseményfolyamban van. Emellett ugyanakkor minden lehetséges univerzum létezik, függetlenül attól, hogy mi történik velünk. Sajnos előbb-utóbb meghal az emberi test. Lehetséges azonban, hogy maga a tudat egy ideig megőrzi magát az idegsejteken áthaladó villamos impulzusok formájában. Robert Lanza szerint ez a tudat nem fog eltűnni a halál után. Ez az állítás az energia megőrzésének törvényén alapul, amely azt állítja, hogy az energiát soha nem lehet létrehozni vagy megsemmisíteni. A professzor feltételezi, hogy ez az energia képes "áramlani" az egyik világból a másikba.
Lanza a Science-ben megjelent kísérletében kimutatta, hogy a tudósok a múltban befolyásolhatják a mikrorészecskék viselkedését. Ez a kijelentés a kvantum szuperpozíció elméletét bizonyító kísérletek folytatása. A részecskéknek "el kellett dönteniük", hogy hogyan viselkedjenek, amikor az elválasztó megosztja őket. A tudósok felváltva bekapcsolták a sugárosztókat, és nem csak kitalálták a fotonok viselkedését, hanem a részecskék „döntéseit” is. Kiderült, hogy maga a megfigyelő tudat előre meghatározza a foton választ. A foton két különböző helyen is volt. Miért változik meg a megfigyelés miatt? Lanza válasza: „Mert a valóság egy olyan folyamat, amely megköveteli a tudatunk részvételét.” Tehát, függetlenül a választástól. A kísérlet és a mindennapi élet közötti kapcsolat túlmutat a szokásos tér és idő klasszikus elképzelésén. A tér és az idő nem létezik! Csak azt gondoljuk, hogy vannak. Minden, amit most látsz, a tudatosságon áthaladó információk tükröződése. Az idő csak az absztrakt és konkrét dolgok mérésére szolgáló eszköz. A halál nem létezik egy időtlen, zárt világban,
Albert Einstein írt valami ilyesmit: "Most Besso (régi barát) egy kicsit távolodott ebből a furcsa világból." Tudjuk, hogy a múlt, a jelen és a jövő közötti különbség csak tartós illúzió.
A körülöttünk lévő világ csak az elme által vezérelt energia. A tudományos kísérletek hosszú listája azonban azt sugallja, hogy a halálba vetett hitünk a világ létezésének hamis feltételezésén alapul, amely független tőlünk, mint megfigyelő. Más szóval, a tudat nélkül semmi sem létezhet: Az elménk minden erőforrást felhasznál a tér és az idő egyesítésére egy tudatos egészben. 
"Függetlenül attól, hogy hogyan alakulnak jövőbeli koncepcióink, a külvilág tanulmánya arra a következtetésre jutott, hogy a tudat tartalma a végső valóság," mondta Wigner Jenő, az 1963 Nobel-díjas.
Így Robert Lanza szerint a fizikai élet nem véletlen egybeesés, hanem egy predesztináció. És még a halál után is mindig jelen lesz a tudatosság.
Sőt, Lanza, aki egyébként az észak-karolinai Wake Forest Orvostudományi Egyetemen végzett, ennél tovább megy, és azt állítja, hogy mi, emberek, azért hiszünk a halálban, mert “erre tanítottak minket, hogy meghalunk”, vagy még pontosabban, a tudatunk a testünkkel társítja az életet, és azt persze tudjuk, hogy a testünk meghal. Biocentrizmus elméletében azonban kifejti, hogy a halál talán nem is olyan végleges, mint amilyennek hisszük. A biocentrizmus, besorolása szerint „A mindenség elmélete”, és a görögök “élet központja” kifejezéséből származik. Hiedelme szerint az élet és a biológia központi helyet foglalnak el a valóság szempontjából, valamint hogy az élet hozza létre az univerzumot, és nem fordítva. Ez azt jelenti, hogy az egyén tudata határozza meg a tárgyak formáját és méretét a világegyetemben. Lanza azt a példát említi, ahogyan a körülöttünk lévő világot érzékeljük. Egy személy kéknek látja az eget, és azt mondja, hogy a szín, amit lát, a kék, de az emberi agysejteket képesek megváltoztatni úgy, hogy az ég zöldnek vagy pirosnak látsszék.

## Alapelvek
Robert Lanza első biocentrizmussal foglalkozó könyvében leírja a biocentrizmus alapelveit:
- A biocentrizmus első alapelve:

Valóságként érzékeljük azt a folyamatot, amely magában foglalja a tudatunkat. Ha egy „külső” valóság létezik, akkor definíció szerint léteznie kell valahol. De ez értelmetlen, mert a tér és az idő nem abszolút valóság, hanem az emberi és állati elme eszközei.
- A biocentrizmus második alapelve:

Külső és belső felfogásunk elválaszthatatlanul összefonódik. Ugyanazon érme két oldala, és nem választhatók el egymástól. 
- A biocentrizmus harmadik alapelve:

A szubatomi részecskék sőt minden részecske és tárgy viselkedése elválaszthatatlanul kapcsolódik egy megfigyelő jelenlétéhez. Tudatos megfigyelő jelenléte nélkül a legjobb esetben egy valószínűségi hullám meghatározhatatlan állapotában létezik.
- A biocentrizmus negyedik alapelve:

Tudatosság nélkül az „anyag” meghatározhatatlan valószínűségi állapotban van. Bármely világegyetem, amely megelőzhette volna a tudatot, csak valószínűségi állapotban létezett. 
- A biocentrizmus ötödik alapelve:

A világegyetem szerkezete csak a biocentrizmusal magyarázható. Az univerzum azért van finomhangolva az életre, mert az élet hozza létre a világegyetemet, nem pedig fordítva. Az „univerzum” egyszerűen a tudat teljes tér-időbeli logikája. 
- A biocentrizmus hatodik alapelve:

Az időnek nincs valódi létezése az állati érzékelésen kívül. Ez az a folyamat, amellyel az univerzumban bekövetkező változásokat érzékeljük. Tehát az idő nem több mint az örök jelenben bekövetkező változás.
- A biocentrizmus hetedik alapelve:

A tér, és az idő, sem nem tárgy, sem dolog. Az világ és az állatok megértésének másik formája, és nincs önálló valósága. Így nincs olyan abszolút önálló mátrix, amelyben a fizikai események az élettől függetlenül történnek.